# センテラス天文館
センテラス天文館（センテラスてんもんかん、CenTerrace TENMONKAN）は、鹿児島県鹿児島市千日町にある複合商業施設。

## 概要
鹿児島市の繁華街である天文館にあったタカプラ一帯を再開発した複合商業施設である。2022年4月9日開業。開業当初は平日2万人、休日3万人が来館、1か月で累計約70万人が訪れた。CMには同市出身の上白石萌音を起用した。2022年10月、九州経済研究所が市内在住の800人を対象に調査したところ、天文館への来訪が増えたのは全体の24.9%に留まり、開業効果が十分に表れていないと同所は評価している。

### 計画
市内では鹿児島中央駅周辺や郊外に商業施設が進出、天文館の活性化のため地権者らは再開発ビルの建設を計画した。2012年8月、地権者17人からなる「天文館まちづくり研究会」が発足。2013年6月14日には「千日町1・4番街区再開発協議会」を設立。協議会では再開発ビルの規模や事業費などを検討。協議会のウェブサイト上で県民の意見を募集したほか、県外からの観光客にもアンケート調査を実施した。当初は24階建て・高さ約110mの計画だったが、2017年8月、事業費を抑えるため15階建て・高さ約60mの規模に縮小、事業費を約19億円削減し約151億円とした。2018年6月着工、2020年秋開業を目指すとしていた。

### 建設
2018年1月、「千日町1・4番街区市街地再開発組合」を設立。翌2月、タカプラが閉館、11月から解体が進められた。2019年9月には工事用の囲いに、デザイン科の専門学生が「未来に伝えていきたい、鹿児島の一番」をテーマに西郷隆盛や桜島などを描いたメッセージアートが展示された。区画内の28棟の建物が解体され、2020年1月に再開発ビルが着工。2022年1月12日に竣工した。3月には呉服町に駐車場ビル「センテラスパーキング」も竣工。4月9日に開業を迎えた。総事業費は186億円。商業ゾーンの運営はプライムプレイスが受託している。4・5階の一部は鹿児島市が取得、図書館が整備された。

### 名称
2020年9月、再開発ビルの名称を公募。ビルの特徴がイメージでき、覚えやすく親しみのあることを条件とした。2021年4月、名称が「センテラス天文館」に決定。「セン」は千日町や鹿児島の中心地(センター)であることから、「テラス」は人々の憩いの場所となる「テラス」や「照らす」というイメージから名付けられた。

## 沿革
- 2012年8月 -「天文館まちづくり研究会」を設立[16]。
- 2013年6月 -「千日町1・4番街区再開発協議会」を設立。
- 2018年1月 -「千日町1・4番街区市街地再開発組合」を設立。
- 2018年2月 - タカプラが閉館。
- 2018年7月 -「株式会社千日1・4開発」を設立。
- 2020年1月 - 再開発ビル着工。
- 2021年4月 - ビル名を「センテラス天文館」に決定[19]。
- 2022年1月 - 竣工。
- 2022年4月 - 開業。

## 施設
- 観光案内所（1階）- 天井の組木や柱は薩摩切子をイメージ、床材は黒っぽい素材で桜島の灰を表現[21]。
- ぐるなび Dining Park（2階）- フードホール。（閉店）
- 鹿児島市立天文館図書館（4階～5階）
- センテラスホール（6階）
- センテラスガーデン（6階）- 屋上庭園。
- ダイワロイネットホテル鹿児島天文館 (7階～14階）- 全217室[22]。
- スカイビューセンテラス（15階）- 展望エリア。